# Sender Heusweiler
Der Sender Heusweiler war ein Mittelwellensender des Saarländischen Rundfunks nördlich von Heusweiler. Er war der stärkste Mittelwellensender der ARD mit einer maximalen Sendeleistung von 1200 kW.

## Geschichte

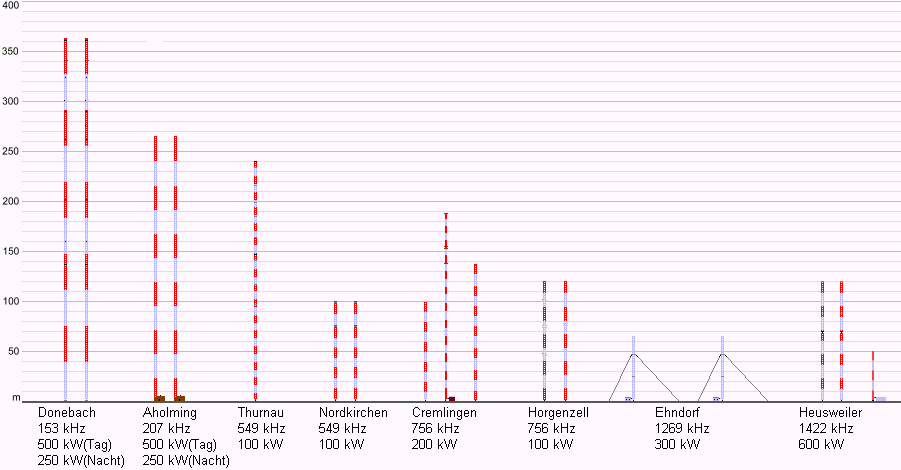
Höhendiagramm der Sendemasten der Lang- und Mittelwellensender des Deutschlandfunks

Der Sender Heusweiler ging am 23. Dezember 1935 in Betrieb. Er verwendete in der Anfangszeit eine T-Antenne, die an je einem 35 Meter und einem 31 Meter hohen, abgespannten Holzturm aufgehängt war. Am 17. März 1945 wurde die Sendeanlage durch Kriegseinwirkung zerstört.
Am 19. Juni 1946 begann in Heusweiler wieder der Sendebetrieb. Es wurde zuerst eine T-Antenne verwendet, welche noch im gleichen Jahr durch einen 50 Meter hohen abgespannten, gegen Erde isolierten Stahlfachwerkmast ersetzt wurde. Dieser Mast existierte bis zu seiner Sprengung am 21. September 2018 und wurde später überwiegend als Reserveantenne verwendet. 1948 wurde ein 120 Meter hoher, gegen Erde isolierter Stahlfachwerkmast als Sendeantenne errichtet. Von anfänglich nur 2 kW wurde die Sendeleistung in der Folgezeit mehrmals erhöht. Am 4. Oktober 1958 erfolgte eine Erhöhung der Mittelwellensendeleistung von 20 kW auf 100 kW. Der Sender war damit in der Bundesrepublik bis nach Hamburg und Berlin zu empfangen.
1965 wurde noch ein zweiter Sendemast von 120 Metern Höhe in Heusweiler errichtet und 1973 die Leistung auf 1200 kW erhöht.  Der Sender Heusweiler war damit der leistungsfähigste Mittelwellensender in Deutschland und der stärkste Sender der ARD. Von 1973 bis 1994 diente der Sender zur Verbreitung des Programms der Europawelle Saar des Saarländischen Rundfunks auf der Frequenz 1421 kHz bzw. (ab 23. November 1978) 1422 kHz, das tagsüber mit der vollen Leistung von 1200 kW und nachts mit 600 kW ausgestrahlt wurde.
Der Sender war in weiten Teilen Europas empfangbar und u. a. beliebt bei Touristen, um Nachrichten aus Deutschland hören zu können.
Von 1994 bis 2015 wurde über diesen Sender das Programm des Deutschlandfunks verbreitet. Die Sendeleistung wurde zunächst ganztags auf 600 kW reduziert. Im Februar 2008 wurde der Röhrensender aus dem Jahr 1973 durch eine volltransistorisierte Anlage von Transradio Sendersysteme Berlin mit einer Trägerleistung von 400 kW ersetzt. Die Anlage ist für DRM-Betrieb vorbereitet.
Am 31. Dezember 2015 wurde die Ausstrahlung des DLF über diesen Sender eingestellt.

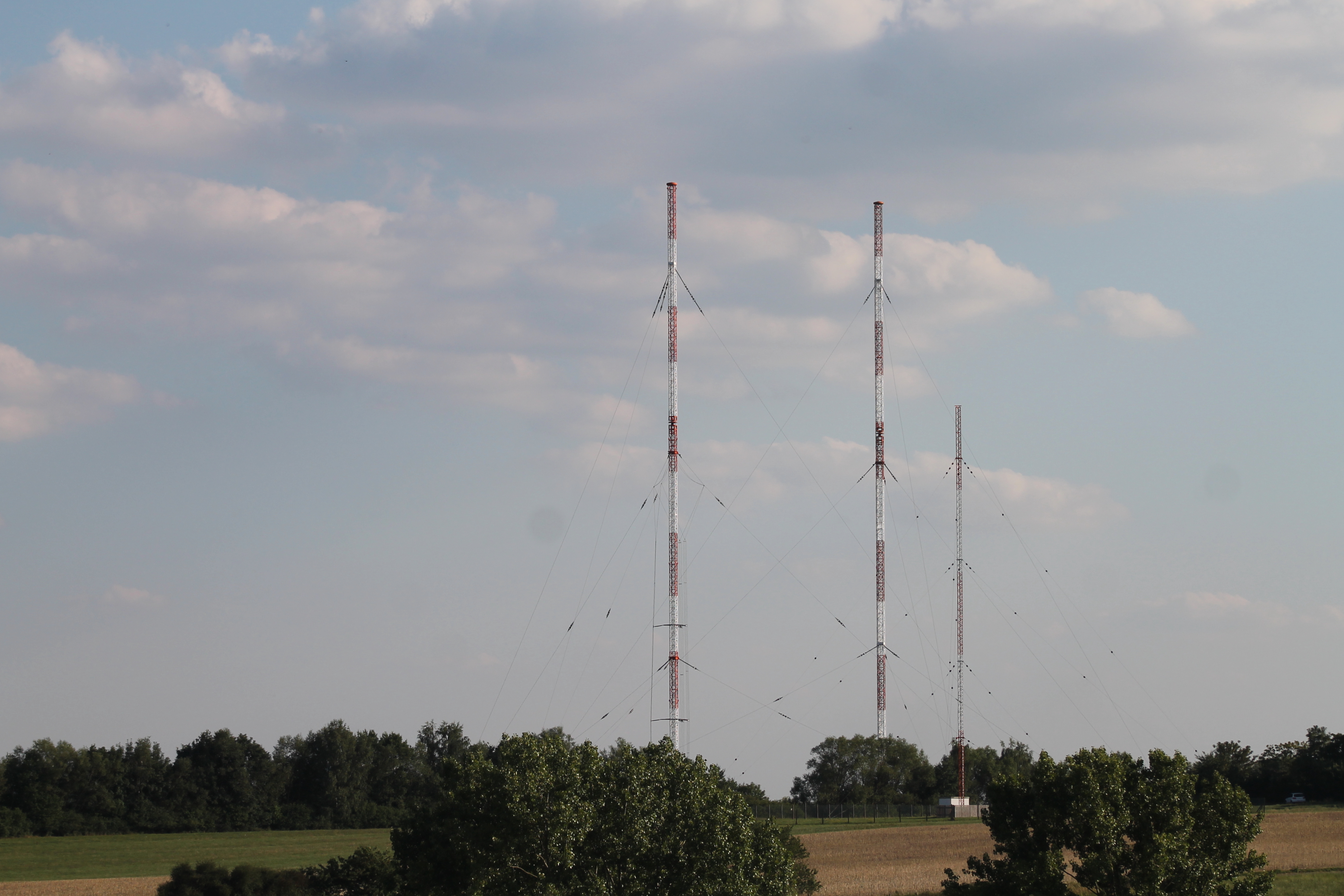
Sender Heusweiler im Juli 2014; 50 Meter hoher Sendemast im Vordergrund, die zwei 120 Meter hohen Sendemasten im Hintergrund

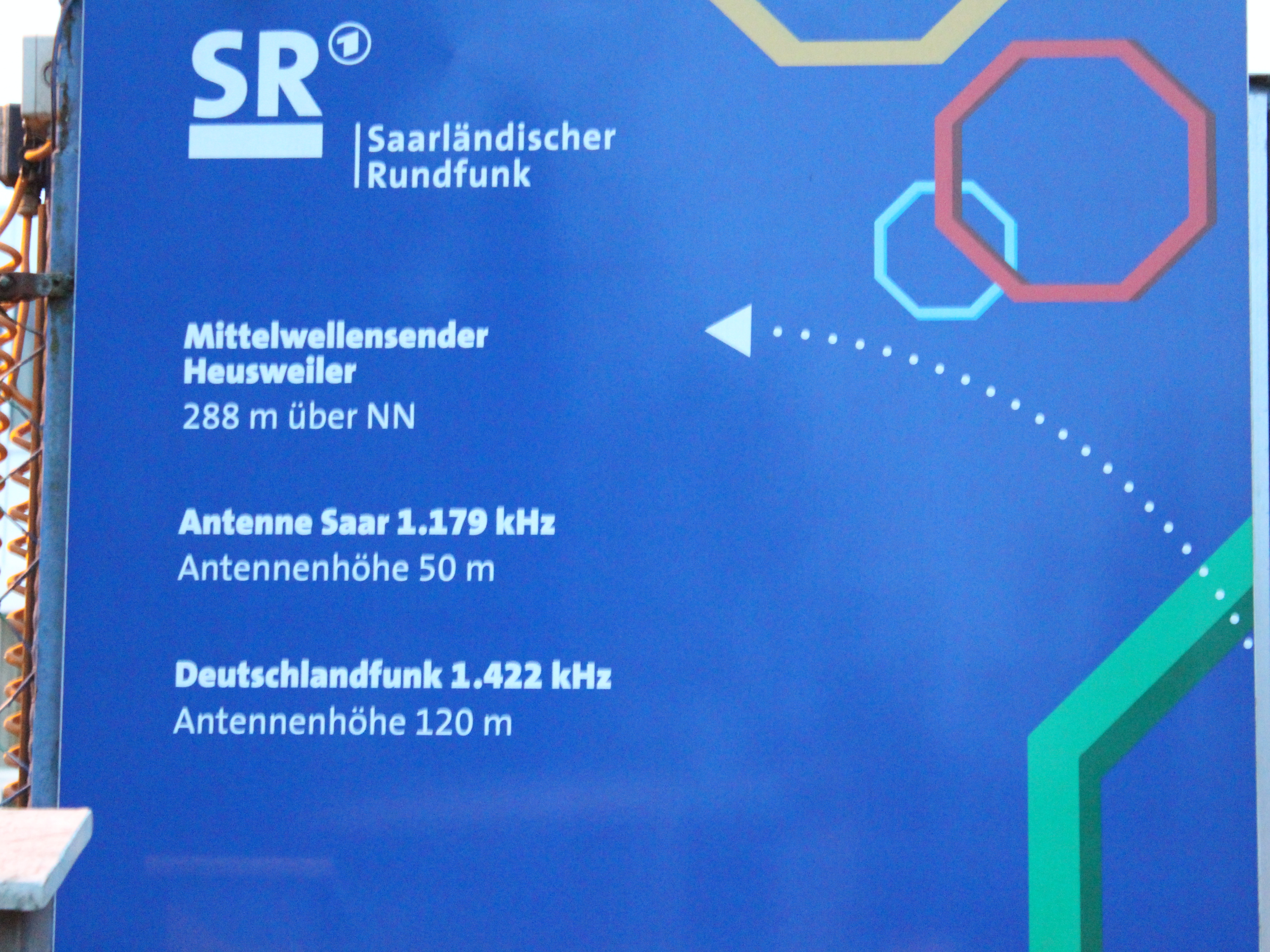
Infotafel des Saarländischen Rundfunks (Dezember 2015)

Ende 2005 hatte der Saarländische Rundfunk in Heusweiler einen zweiten Mittelwellensender für sein Informationsprogramm Antenne Saar in den Tagstunden in Betrieb genommen. Hierzu wurde die ehemalige Reservesendeanlage für die Frequenz 1422 kHz mit dem 50 Meter hohen Sendemast genutzt. Dieses Programm wurde auf der Frequenz 1179 kHz mit einer Leistung von 10 kW ausgestrahlt. Vom 2. November 2009 bis zum 31. Dezember 2015 war der Sender rund um die Uhr in Betrieb.
Am 31. Dezember 2015 um 23:57 Uhr wurden die Sender endgültig abgeschaltet. Die Frequenz 1422 kHz des Deutschlandfunks übertrug seit 23:45 Uhr als besondere Abschiedsaktion das alte Pausenzeichen des Deutschlandfunks, das bereits seit Jahren nicht mehr im Programm verwendet wurde, in Dauerschleife.
Die Frequenz 1179 kHz von Antenne Saar wurde jedoch abrupt mitten in der ARD-Infonacht abgeschaltet.
Nach dem Ende der Mittelwellen-Ära in Deutschland wird die Anlage in Heusweiler vom Saarländischen Rundfunk nicht mehr benötigt. Gespräche mit der RTL-Tochter Broadcasting Center Europe (BCE) über eine Weiternutzung des Senders Heusweiler an Stelle deren eigenen Senders Marnach waren Mitte 2015 gescheitert.
Ursprünglich sollten die Sendemasten „zwischen Spätherbst 2017 und Anfang 2018“ abgebaut werden und der Sender damit von der Bildfläche verschwinden. Später wurde als neuer Termin „erstes Quartal 2018“ genannt. Schlussendlich wurden die beiden 120 Meter hohen Sendemasten und die 50-Meter-Antenne am 21. September 2018 um 19.33 Uhr kontrolliert mittels Schneidladungen gesprengt. Die Rundfunkanstalt bemüht sich, einen Mieter für die Gebäudeanlage des ehemaligen Senders zu finden.

## Besonderheiten
Über die in unmittelbarer Sendernähe verlaufende Bundesautobahn 8 wurde in den 1970er Jahren auf etwa einem halben Kilometer Streckenlänge ein Drahtseilnetz zur Abschirmung gespannt, um störende Einwirkungen auf Autofahrer durch die Antenne zu vermeiden. Gleichzeitig diente das Drahtseilnetz als Verlängerung des Erdnetzes des Senders. Nach der Sprengung der Sendemasten im September 2018 wurde das Drahtseilnetz wieder entfernt.
Eine weitere Besonderheit stellt das unterhalb des Senders gelegene Hallen-Freibad dar, das seinerzeit mit dem Kühlwasser des Senders beheizt wurde. Die Leistungsreduzierung und diverse technische Anpassungen hatten dazu beigetragen, dass das Wasser dort nicht mehr so warm wurde wie früher und eine ergänzende Beheizung erforderlich wurde. Da die zusätzlichen Betriebskosten von jährlich etwa 350.000 Euro für die Beheizung der Stadt zu hoch waren, ist das Bad 2007 geschlossen und 2019 dann abgerissen worden. Das Gelände des Kombibades wurde ab 2020 mit einer Eigenheimsiedlung überbaut.